# Sleuth (jeu)
Pour les articles homonymes, voir Sleuth.
Sleuth, créé par Sid Sackson est un jeu de société édité en 1967 par la compagnie 3M. Il a été réédité en 2004 par Face 2 Face Games.

## Règle du jeu
La boîte de Sleuth contient :
- 36 cartes joyaux
- des cartes questions

Les cartes joyaux représentent chacune un bijou qui peut être :
- composé de diamants, de perles ou d'opales
- composé d'une seule pierre (solitaire), de deux (double) ou de trois (cluster)
- de couleur rouge, verte, bleue ou jaune

Lorsqu'on assemble ces diverses possibilités, cela fait bien 3x3x4= 36 possibilités.
Au début du jeu, on retire et on cache sans la montrer une des 36 cartes. Le but du jeu va être de découvrir laquelle. Les 35 autres sont distribuées aux joueurs (de 3 à 7). Certains pourront avoir une carte de plus ou de moins, mais ce n'est pas important.
Quatre cartes "questions" sont ensuite distribuées à chaque joueur.
Puis, chaque joueur va, à tour de rôle, poser une question. Il peut la poser au joueur de son choix. En revanche, le contenu de la question est en partie déterminé par les cartes "questions" qu'il a en main. Les questions sont de deux types :
- Questions simples : par exemple "Combien avez-vous de diamants ?" ou "Combien avez vous de rouges?". Le joueur interrogé doit répondre à haute voix. Les autres joueurs reçoivent alors la même information.
- Question doubles : par exemple "Combien avez-vous de perles bleues ?" ou "Combien avez-vous d'opales triples?". Le joueur interrogé répond le nombre à haute voix et montre les cartes concernées au seul joueur qui a posé la question.

Les cartes "questions" portent des indications qui ne laissent qu'une faible latitude au joueur dans le choix des questions à poser (pour que ce ne soit pas trop facile !). Après chaque question, la carte "questions" utilisée est écartée et une nouvelle est piochée. Si un joueur n'est vraiment pas satisfait de ses cartes "questions", il peut, au lieu de poser une question, les échanger en bloc.
Le premier joueur qui pense avoir trouvé la carte cachée, formule une "hypothèse". Il vérifie alors s'il a gagné ou s'il s'est trompé. Dans l'un ou l'autre des cas il ne pose plus de questions, mais continue de répondre aux questions posées, pour que les autres joueurs puissent se classer.